# ライゾン
ライゾン（RIZON）は、三菱ふそうトラック・バスのアメリカ向け中型電動トラックのブランドである。

## 概要
車種はサイズが異なる3タイプで展開。車両総重量は約7.2トン - 8.1トンで、アメリカ市場における中型トラックセグメントのクラス4・クラス5に分類される。満充電時の航続距離はバッテリー2個搭載のMサイズ車が129 - 177キロ、バッテリー3個搭載のLサイズ車が177 - 257キロとなる。様々な架装に対応し、ダイムラー・トラックが開発、グループ内の品質保証基準に基づき製造される。
三菱ふそうトラック・バスは2020年に北アメリカでの新車販売から撤退しており、実質的に約3年半ぶりの再参入となる。
アクティブ・ブレーキ・アシストやアクティブ・サイドガード・アシストなどの先進運転支援システムを標準装備する。また、保証パッケージとしてパワートレイン、シャシー、キャブの保証期間は5年/12万km、バッテリーは5年/20万kmに設定している。
都市部の小売物流・ラストマイル配送・自治体業務に携わる企業を想定顧客として展開する。カリフォルニア州に約80店舗を展開するベロシティー・ビークル・グループが販売やサービスを担当する。
これらの車種は主に三菱ふそう・eキャンターがベースで、神奈川県川崎市中原区の川崎製作所で生産し輸出する。

## 歴史
- 2023年4月27日 - ドイツのダイムラー・トラックがアメリカ向け中型電動トラックのブランド「ライゾン」を立ち上げた。
- 2023年10月31日 -  アメリカで認証を取得したと発表[1]。

## 販売車種
- e18L
- e18M
- e16L
- e16M